# Carlo Abarth
Carlo Abarth, född Karl Albert Abarth den 15 november 1908 i Wien, avliden den  24 oktober 1979 i samma stad, var en österrikisk/italiensk bilkonstruktör. Han är mest känd som grundare av biltillverkaren Abarth.
Abarth föddes i Österrike, men hade italienska rötter och flyttade till Italien 1934. Redan i mitten av 1920-talet arbetade han för Carrozzeria Castagna i Milano. Under 1930-talet  tävlade han med motorcykel i Österrike och Italien. 
Efter andra världskriget var Abarth delaktig i grundandet av biltillverkaren Cisitalia, tillsammans med Rudolf Hruska och Piero Dusio. Sedan projektet gått i stöpet under 1949 startade Abarth det egna företaget Abarth & C. i Bologna. Man tillverkade trimdelar till främst Fiat men även egna racerbilar. 1971 sålde Abarth sitt företag till Fiat.